# Lill-Allvattnet
Lill-Allvattnet är en sjö i Strömsunds kommun i Jämtland och ingår i Ångermanälvens huvudavrinningsområde. Sjön har en area på 0,997 kvadratkilometer och ligger 321,3 meter över havet. Sjön avvattnas av vattendraget Allån.

## Delavrinningsområde
Lill-Allvattnet ingår i det delavrinningsområde (710083-148527) som SMHI kallar för Utloppet av Lill-Allvattnet. Medelhöjden är 361 meter över havet och ytan är 7,04 kvadratkilometer. Räknas de 5 avrinningsområdena uppströms in blir den ackumulerade arean 50,59 kvadratkilometer. Allån som avvattnar avrinningsområdet har biflödesordning 3, vilket innebär att vattnet flödar genom totalt 3 vattendrag innan det når havet efter 215 kilometer. Avrinningsområdet består mestadels av skog (66 procent). Avrinningsområdet har 0,96 kvadratkilometer vattenytor vilket ger det en sjöprocent på 13,7 procent.

## Övrigt
Från slutet av 1940-talet bodde den svensk-samiske längdskidåkaren Lars Theodor Jonsson i en enslig skogskoja vid Lill-Allvattnet, men flyttade slutligen år 1991 in till äldreboende i Strömsund. Hans koja finns bevarad, och har flyttats in till hembygdsgården i Strömsund där besökarna numera kan se en utställning om hans liv.
Han medverkade i flera TV-dokumentärer samt år 1988 i filmen De sista skidåkarna av Jonas Sima och Erik Eriksson.